# Czesław Zakaszewski
Czesław Zakaszewski (ur. 19 lipca 1886 w Warszawie, zm. 2 lutego 1959 tamże) – polski inżynier hydrotechnik, specjalista w zakresie melioracji.

## Życiorys

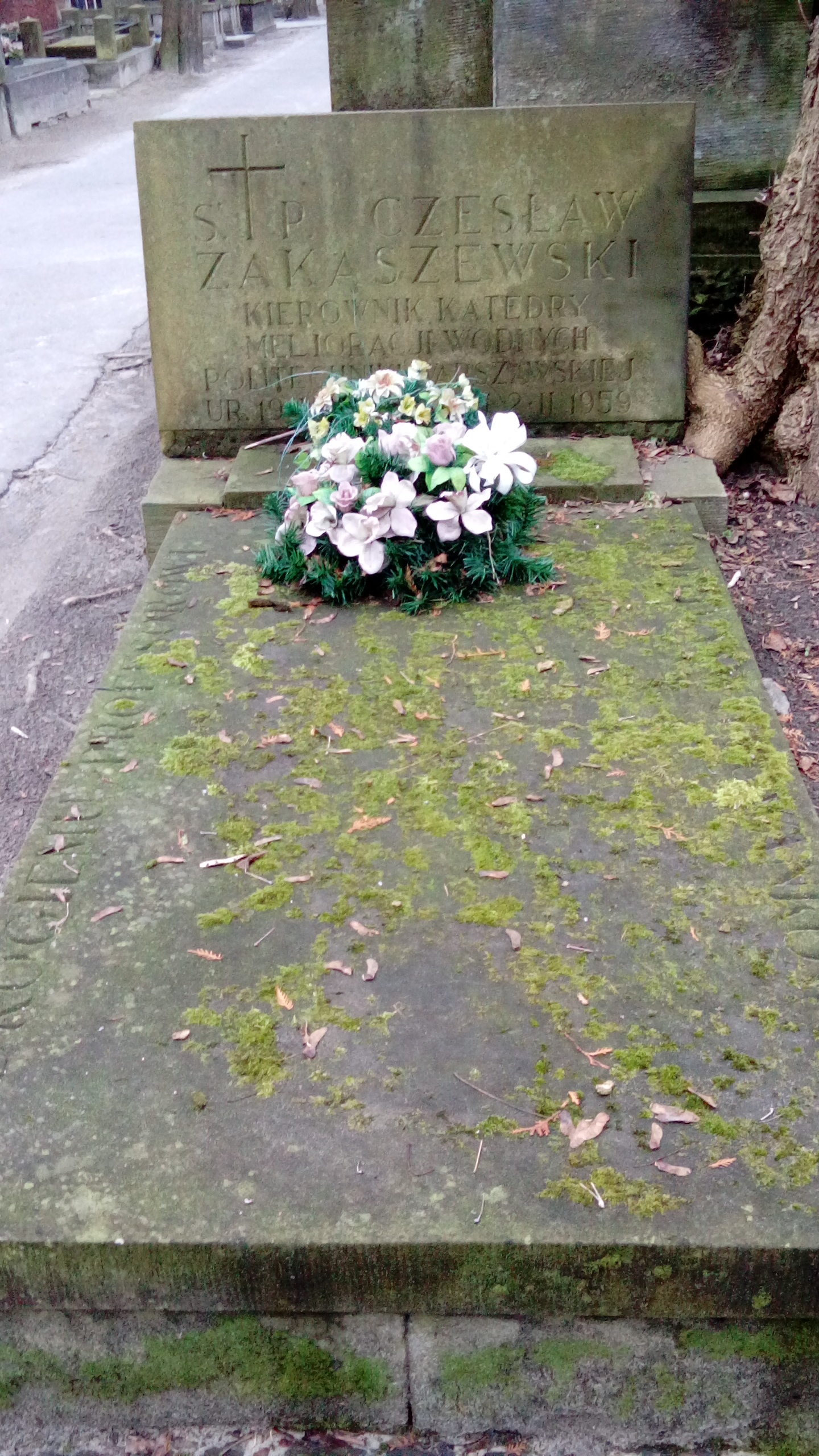
Grób Czesława Zakaszewskiego na cmentarzu Powązkowskim

Urodził się 19 lipca 1886 w Warszawie, w rodzinie Apolinarego (zm. 1925) i Marii z Poradowskich (1861–1940). W 1904 ukończył Państwową Szkołę Realną w Warszawie i pracował przez dwa lata jako guwerner na wsi. Od 1906 uczęszczał do Szkoły Mechaniczno-Technicznej Wawelberga i Rotwanda, był przez trzy lata asystentem prof. Wiktora Biernackiego, który wykładał fizykę. Po ukończeniu tej szkoły w 1910 wyjechał do Lille, gdzie kontynuował edukację na wydziale technicznym tamtejszego uniwersytetu. W 1912 otrzymał tytuł inżyniera elektryka i powrócił do Warszawy, gdzie podjął pracę w firmie melioracyjnej A.Ponikowskiego i E. Ostrowskiego (w późniejszym czasie firma przekształcona została w Stołeczne Towarzystwo Budowlane i Melioracyjne). Początkowo był kierownikiem robót, a następnie awansował na dyrektora technicznego (1915–1937). Od 1915 prowadził pracę pedagogiczną, wykładał miernictwo i meliorację na organizowanych przez Ministerstwo Przemysłu i Rolnictwa Kursach Przemysłowo-Rolniczych. Równocześnie uczył w Towarzystwie Kursów Naukowych, na Wydziale Rolnym, od 1918 była to Wolna Wszechnica Polska. Od 1927 rozpoczął pracę na Wydziale Inżynierii Politechniki Warszawskiej, prowadził ćwiczenia oraz zlecone wykłady dotyczące melioracji rolnych. W 1930 został równocześnie wykładowcą Studium Rolniczego, które funkcjonowało przy Uniwersytecie Poznańskim. Wysoki poziom prowadzonych wykładów spowodował, że Rada Wydziału Inżynierii Politechniki Warszawskiej nadała Czesławowi Zakaszewskiemu tytuł inżyniera hydrotechnika. Rosnące znaczenie pracy pedagogicznej spowodowało, że w 1937 zakończył pracę w Stołecznym Towarzystwie Budowlanym i Melioracyjnym. Po wybuchu II wojny światowej pozostał w Warszawie, od października 1939 pracował jako inżynier melioracyjny w Urzędzie Gospodarki Wodnej. W marcu 1940 otrzymał pozwolenie na wykonywanie pracy nauczyciel, nauczał melioracji w Państwowej Szkole Mierniczej, Liceum Wodno-Melioracyjnym, Liceum Rybackim i Państwowej Szkole Budowlanej. Równocześnie w konspiracji prowadził pracę naukową, projektował oraz pisał „Podręcznik melioracji podstawowych” (rękopis spłonął podczas powstania warszawskiego). Po upadku walk powstańczych został ewakuowany do Sochaczewa, gdzie pracował jako prywatny nauczyciel.
Do Warszawy powrócił w marcu 1945 i zaangażował się w prace nad uruchomieniem Wydziału Inżynierii Politechniki Warszawskiej. Od 1945 pełnił przez cztery lata funkcję radcy w Głównym Urzędzie Planowania Przestrzennego przy Ministerstwie Odbudowy. W 1946 Czesławowi Zakaszewskiemu powierzono kierowanie Katedrą Melioracji Rolnych, przez dwa lata był zastępcą profesora, 24 lipca 1948 otrzymał tytuł profesora nadzwyczajnego. W 1949 został powołany na stanowisko rzeczoznawcy w Państwowej Komisji Planowania Gospodarczego i sprawował ją do 1956. Od tego roku został również członkiem korespondentem Towarzystwa Naukowego Warszawskiego. W 1950 został członkiem Państwowej Rady Ochrony Przyrody, a dwa lata później wszedł w skład Komitetu Gospodarki Wodnej przy Polskiej Akademii Nauk oraz do Rady Naukowo-Technicznej w Ministerstwie Rolnictwa. Od śmierci prof. Leona Staniewicza w 1953 Czesław Zakaszewski kierował również Katedrą Gleboznawstwa, równocześnie powołano go na członka honorowego Stowarzyszenia Inżynierów i Techników Wodnych i Melioracyjnych. W 1954 rozpoczął prowadzenie wykładów na Katedrze Geodezji i Kartografii. W 1957 został powołany na rzeczoznawcę w Ministerstwie Żeglugi i Gospodarki Wodnej. Zespół naukowców pod kierunkiem Czesława Zakaszewskiego opracował pierwszy w historii bilans wodny Górnego Śląska, profesor był autorem wielu instrukcji dotyczących tworzenia bilansów wodno-gospodarczych stosowanych do optymalizacji lokowania wodochłonnych zakładów produkcyjnych.
Zmarł w Warszawie. Spoczywa na cmentarzu Powązkowskim (kwatera 248-2-1).
Materiały archiwalne Czesława Zakaszewskiego znajdują się w PAN Archiwum w Warszawie pod sygnaturą III-72.

## Publikacje
Prof. Czesław Zakaszewski opublikował wiele felietonów i artykułów w prasie branżowej, m.in. w „Gospodarce Wodnej”, „Inżynierii Rolnej”, „Życia Gospodarczego” i „Przeglądu Melioracyjnego”. Jego autorstwa były również:
- Podręcznik melioracji rolnych (1 tom – 1931, 2 tom – 1935).
- Własną pracą (1933).
- Zagadnienie melioracji rolniczych w Polsce (1938).
- Melioracje rolne (1 tom – 1948, 2 tom – 1954).

## Ordery i odznaczenia
- Krzyż Oficerski Orderu Odrodzenia Polski (1956)
- Złoty Krzyż Zasługi (1938)
- Medal 10-lecia Polski Ludowej (19 stycznia 1955)[5]